# جو کانلی
جو کانلی (انگلیسی: Joe Conley؛ ۳ مارس ۱۹۲۸ – ۷ ژوئیهٔ ۲۰۱۳) بازیگر اهل ایالات متحده آمریکا بود. وی بین سال‌های ۱۹۵۰ تا ۲۰۰۲ میلادی فعالیت می‌کرد.
مهمترین دلیل شهرت او، ایفای نقش «آیک گاسی»، مغازه‌دارِ سریال محبوب «خانواده والتون» بود.